# جولييت بوسو
جولييت بوسو (بالفرنسية: Juliette Bossu)‏ هي متسابقة جمباز فني فرنسية ولدت في يوم 8 يناير 2000 في مدينة ميلوز. أبرز إنجازاتها هو فوزها بالميدالية الفضية في بطولة أوروبا في منافسة الفرق في سنة 2018.